# Thierry Desroses
Thierry Desroses, né le 12 août 1960 à Aix-en-Provence (Bouches-du-Rhône) est un acteur, directeur artistique et réalisateur français.
Interprète à l'écran de plusieurs rôles secondaires ou récurrents comme dans Les Secrets du volcan ou encore Femmes de loi, il est aussi notamment connu pour son rôle principal du lieutenant Alain Porret dans la série télévisée PJ et du professeur Jean-Pierre Volget dans La Cour des grands. 
Également actif dans le doublage, il est notamment connu pour être la voix française régulière d'acteurs afro-américains, tels que Samuel L. Jackson, (depuis Pulp Fiction en 1994), Wesley Snipes, Giancarlo Esposito et Cuba Gooding Jr., ainsi qu'entre autres une des voix récurrentes de Lance Reddick, Colin Salmon,, Laurence Fishburne, Forest Whitaker, Dennis Haysbert, Harry Lennix, Terry Crews, Keith David, Eriq La Salle, Ernie Hudson, Tony Todd, Andre Braugher, Delroy Lindo, Joe Morton, Ice-T, Martin Lawrence, Michael Jai White et Vondie Curtis-Hall. Au sein de l'animation, il est aussi connu pour être la voix française de Frozone dans la franchise Les Indestructibles ou celle d'Afro Samurai dans l’anime du même nom. Il est également la voix française de Lucius Fox dans le jeu vidéo Batman: Arkham Knight.

## Biographie

### Formation
D'ascendance martiniquaise, il s'est formé au théâtre à l'école Arelem avec Niels Arestrup et Yves Le Moign' puis au jeu d'acteur avec Eli Sontag à l'école Lugo Center, ainsi qu'à la danse et au chant lyrique.
Il a ensuite joué dans une vingtaine de pièces de théâtre ainsi que dans plusieurs films et téléfilms aux côtés de réalisateurs comme Dany Boon, Claude Lelouch, Gérard Lauzier, Philippe Clair. Son rôle le plus notable reste celui du lieutenant Alain Porret, l'un des personnages principaux de la série télévisée policière PJ. Il l'a intégré au 12e épisode (1998) et y a participé jusqu'en 2006, soit pendant 75 épisodes.
Entre 2003 et 2004, à la suite de cette expérience remarquée, il décide d'élargir son panel artistique en s'essayant à la mise en scène et à la coécriture du One Man Show de Fabrice Éboué puis pour l'actrice Naho dans Le Monde selon Madame Adjobi.
Étant aussi depuis 2004, le parrain et membre du comité d'honneur de l'association Aide et Action pour la scolarisation des enfants dans les pays du Sud,, il passe à la réalisation en rencontrant Gilles Oddos. Ensemble, ils ont coréalisé le premier documentaire de Thierry Desroses, Nou gen fos', nou gen couraj’ (en créole : « Nous sommes forts, nous sommes courageux »), sur la reconstruction d'Haïti après l'ouragan Jeanne qui dévasta l'île en septembre 2004. Ce documentaire a été sélectionné au festival Cinamazonia à Cayenne en Guyane française, en novembre 2005,.
En 2006, il incarne le commandant Desrivières dans la série Les Secrets du volcan.
De 2008 à 2010, il interprète durant trois saisons, le rôle principal du professeur puis directeur Jean-Pierre Volget dans la série télévisée La Cour des grands.
En 2009, il réitère l'expérience et réalise un deuxième documentaire à Saint-Domingue, la capitale de la République dominicaine, Adolfo, El Buscador où il suit Adolfo, un enfant de 10 ans qui travaille dans une décharge publique au lieu d'aller à l'école,.
En 2011, il tourne dans deux téléfilms Toussaint Louverture du réalisateur Philippe Niang, diffusés en 2012.

## Théâtre
- Sang, de et mise en scène par C. Sylvane
- La Valise en carton, de Françoise Dorin, mise en scène de Michel Roux
- Le Pont des soupirs, de Jacques Offenbach, mise en scène de Jean-Michel Ribes
- 1988 : La Légende de Saint-Loup, de Jean-Jacques Debout et Roger Dumas
- Brûle rivière, brûle, de J. P. Fargeau, mise en scène de Robert Girones
- 1991 : La Dame de chez Maxim de Georges Feydeau, mise en scène Bernard Murat, Théâtre Marigny
- L’Enlèvement au sérail, de Wolfgang Amadeus Mozart, direction musicale, Jean-Paul Penin, mise en scène de L. et X. Bachelot
- Irma la douce, de M. Monnot et A. Breffort, mise en scène de Bernard Pisani
- Chemins de croix, de Kangni Alem, mise en scène de Sanvi Panou
- Kiss me Kate, de Cole Porter, mise en scène de Alain Marcel
- Le Jardin des cerises, d'Anton Tchekhov, mise en scène de Romual Sciorra
- Poil de Carotte, de Jules Renard, mise en scène de Patrick Bricard
- La Nuit de Barbizon, de Julien Vartet, mise en scène de G. Savoisien
- Combat de nègre et de chiens, de Bernard-Marie Koltès, mise en scène de R. W. Kumbaracci
- Trois prétendants, un mari, de G. O. Yono, mise en scène de Jean-Pierre Weiss
- L’Argent du beurre, de L. C. Sirjacq, mise en scène d'Étienne Bierry
- 1998 : Madame Huguette et les Français souche de souche, de et mis en scène par Julius Amédée Laou
- Le Cid, de Corneille, mise en scène de Thomas Le Douarec
- Le Balcon, de Jean Genet, mise en scène de G. Germain
- La Folie au pouvoir, Caligula, de L. Lefroid, mise en scène de JP. Ancelle
- Twa fey, twa rasin, d'Aimé Césaire, F. Fanon et Édouard Glissant, mise en scène de L. Falibur
- Sunderland, de Clément Koch, mise en scène de Stéphane Hillel

## Filmographie

### Cinéma

#### Longs métrages
- 1982 : Plus beau que moi, tu meurs de Philippe Clair
- 1984 : La Tête dans le sac de Gérard Lauzier
- 1987 : Les Keufs de Josiane Balasko
- 1990 : Jean Galmot, aventurier d'Alain Maline
- 1990 : God of Gamblers 2 de Wong Jing
- 1992 : L.627 de Bertrand Tavernier : Saintonge
- 1994 : Un Indien dans la ville d'Hervé Palud : un douanier
- 1997 : Une pour toutes de Claude Lelouch
- 2000 : Antilles sur Seine de Pascal Légitimus : Manuel
- 2002 : Astérix et Obélix : Mission Cléopâtre d'Alain Chabat : la voix du garde qui arrête les gaulois lors de leur repas ainsi que celle de Numérobis pour la réplique « Et c'est qui le lion maintenant ? »
- 2005 : Africa Paradis de Sylvestre Amoussou : le chef de l'immigration à l'ambassade
- 2005 : Quartier VIP de Laurent Firode : Dieuleveut
- 2006 : La Maison du bonheur de Dany Boon : l'architecte
- 2008 : Les Enfants de Timpelbach de Nicolas Bary : l'abbé
- 2023 : 38°5 quai des Orfèvres de Benjamin Lehrer : Jean-Paul Chambon
- 2025 : Dans l'ombre de Marlow d'Aurélien Harzoune et Bertrand Mineur : King

#### Courts métrages
- 1997 : Habeas Corpus de Jean-Philippe Gredigui
- 2011 : Cross Road de Scott Beharrell Bono, Charles-e Farkas, Olivier Gros et Benoît Rimet : Tommy
- 2013 : Ce sera tout pour aujourd'hui d'Élodie Navarre
- 2014 : Windows de Jules Sitruk : le mari
- 2015 : Speed Dating de Daniel Brunet et Nicolas Douste
- 2024 : WALKA! de Sacha Arethura : WALKA et L'Agent Intérim

### Télévision
- 1988 : Palace de Jean-Michel Ribes : le groom
- 2003 : Femmes de loi : Dr Angeli (saison 2, épisode 4 : Crime passionnel)
- 1998-2006 : PJ : le lieutenant Alain Porret (75 épisodes)
- 2006 : Les Secrets du volcan de Michaëla Watteaux : le commandant Desrivières (mini-série en 4 épisodes)
- 2007-2008 : Femmes de loi : le procureur général (9 épisodes)
- 2007 : Le Ciel sur la tête de Régis Musset : Serge
- 2008-2010 : La Cour des grands : le professeur puis directeur Jean-Pierre Volget (18 épisodes)
- 2010 : Ah, c'était ça la vie ! de Franck Appréderis : John, le directeur du cabaret Le Tabou (mini-série en 2 épisodes)
- 2012 : Toussaint Louverture de Philippe Niang : Christophe
- 2014 : Meurtres à Rocamadour de Lionel Bailliu : le père Bousquet
- 2015 : Section de recherches : Dr Pujo (saison 10, épisode 5 : Saut de l'ange)
- 2018 : Un mensonge oublié d'Eric Duret : Jean-Baptiste Michaud
- 2018 : Kepler(s), série télévisée de Frédéric Schoendoerffer : prêtre
- 2019 : La Malédiction du volcan de Marwen Abdallah : le capitaine Arnaud Lambert
- 2020 : Crimes parfaits (épisode Une étoile est morte) : Docteur Puel
- 2021 : Nina : M. Bonheur, le père de Léo (saison 6, épisodes 3 à...)
- 2024 : Le Négociateur : Virgile Martelli (épisode 5)

### Comme réalisateur
- 2004 : Nou gen fôs, nous gen couraj, coréalisé avec Gilles Oddos, documentaire de 26 minutes sur la reconstruction d'Haïti après l'ouragan Jeanne
- 2009 : Adolfo el Buscador, documentaire de 52 minutes sur la vie d'un enfant vivant sur une décharge publique à Santo Domingo (République dominicaine)
- 2010 : Nap Vanse, documentaire de 15 minutes sur la reconstruction d'Haïti après le séisme de 2010

## Doublage

### Cinéma

#### Films
- Samuel L. Jackson[5] dans (79 films) :
  - Pulp Fiction (1994) : Jules Winnfield
  - Une journée en enfer (1995) : Zeus Carver
  - Double mise (1996) : Jimmy
  - Le Droit de tuer ? (1996) : Carl Lee Hailey
  - Au revoir à jamais (1996) : Mitch Henessey
  - 187 code meurtre (1997) : Trevor Garfield
  - Le Secret du bayou (1997) : Louis Batiste
  - Jackie Brown (1997) : Ordell Robbie
  - Sphère (1998) : Dr Harold Adams
  - Négociateur (1998) : Danny Roman
  - Le Violon rouge (1998) : Charles Morritz
  - Peur bleue (1999) : Russell Franklin
  - L'Enfer du devoir (2000) : le colonel Terry Childers
  - Shaft (2000) : John Shaft
  - Incassable (2000) : Elijah Price
  - Le 51e État (2001) : Elmo McElroy
  - Dérapages incontrôlés (2002) : Doyle Gipson
  - Sans motif apparent (2002) : Jack Friar
  - XXX (2002) : Augustus Gibbons
  - Basic (2003) : West
  - S.W.A.T. unité d'élite (2003) : le sergent Dan « Hondo » Harrelson
  - In My Country (2004) : Langston Whitfield
  - Instincts meurtriers (2004) : John Mills
  - Kill Bill (2004) : Rufus
  - Coach Carter (2005) : Ken Carter
  - XXX 2: The Next Level (2005) : Augustus Gibbons
  - Le Boss (2005) : Derrick Vann
  - La Couleur du crime (2006) : Lorenzo Council
  - Des serpents dans l'avion (2006) : Neville Flynn
  - Les Soldats du désert (2006) : Will Marsh
  - Renaissance d'un champion (2007) : Champ
  - Black Snake Moan (2007) : Lazarus
  - Chambre 1408 (2007) : Gerald Olin
  - Jumper (2008) : Roland Cox
  - Soul Men (2008) : Louis Hinds
  - Harcelés (2008) : Abel Turner
  - The Spirit (2008) : Octopus
  - Iron Man 2 (2010) : Nick Fury
  - No Limit (2010) : Henry Harold Humphries
  - Very Bad Cops (2010) : P. K. Highsmith
  - Mother and Child (2010) : Paul
  - Thor (2011) : Nick Fury
  - Captain America: First Avenger (2011) : Nick Fury
  - Arena (2011) : Logan
  - Rencontre avec le mal (2012) : Richie
  - Avengers (2012) : Nick Fury
  - The Samaritan (2012) : Foley
  - Old Boy (2013) : Chaney
  - RoboCop (2014) : Pat Novak
  - Kite (2014) : le lieutenant Karl Aker
  - Captain America : Le Soldat de l'hiver (2014) : Nick Fury
  - Game of Fear (2014) : Clinton Davis
  - Big Game (2014[n 1]) : le président William Alan Moore
  - Kingsman : Services secrets (2015) : Richmond Valentine
  - Avengers : L'Ère d'Ultron (2015) : Nick Fury
  - Secret Agency (2015) : Hardman
  - Les Huit Salopards (2015) : le major Marquis Warren
  - Tarzan (2016) : George Washington Williams
  - Cell Phone (2016) : Tom McCourt
  - Miss Peregrine et les Enfants particuliers (2016) : Barron
  - XXX: Reactivated (2017) : agent Augustus Eugene Gibbons
  - Kong: Skull Island (2017) : le lieutenant-colonel Preston Packard
  - Hitman and Bodyguard (2017) : Darius Kincaid
  - Unicorn Store (2017) : le vendeur
  - Avengers: Infinity War (2018) : Nick Fury
  - Seule la vie... (2018) : lui-même
  - Glass (2019) : Elijah Price / Mr Glass
  - Captain Marvel (2019) : Nick Fury
  - Shaft (2019) : John Shaft II
  - Spider-Man: Far From Home (2019) : Nick Fury
  - The Last Full Measure (2020) : Billy Takoda
  - The Banker (2020) : Joe Morris
  - Hitman and Bodyguard 2 (2021) : Darius Kincaid
  - Spirale : L'Héritage de Saw (2021) : Marcus Banks
  - La Protégée (2021) : Moody Dutton
  - The Kill Room (2023) : Gordon
  - The Marvels (2023) : Nick Fury
  - Argylle (2024) : Alfred Solomon
  - Damaged (2024) : Dan Lawson
- Wesley Snipes[5] dans (27 films) :
  - Revocator (en) (1994) : Romello Skruggs
  - Extravagances (1995) : Noxeema Jackson
  - Money Train (1995) : John
  - Le Fan (1996) : Bobby Rayburn
  - Pour une nuit... (1997) : Maximilian Carlyle
  - U.S. Marshals (1998) : Mark J. Sheridan
  - Blade (1998) : Blade
  - Loin d'ici (1998) : Will Sinclair
  - L'Art de la guerre (2000) : Neil Shaw
  - Appel au meurtre (2002) : Joe
  - The Robbery (2002) : Dave Fletcher
  - Blade 2 (2002) : Blade
  - Incontrôlable (2004) : Dean Cage
  - Blade: Trinity (2004) : Blade
  - 7 secondes (2005) : John Tulliver[n 2]
  - Nuclear Target (2005) : Painter[n 2]
  - Chaos (2006) : Lorenz / Scott Curtis
  - The Detonator (2006) : Sonni Griffith[n 2]
  - The Contractor (2007) : James Dial[n 2]
  - L'Art de la guerre 2 : Trahison (2008) : Neil Shaw[n 2]
  - Game of Death (en) (2010) : l'agent Marcus
  - L'Élite de Brooklyn (2010) : Casanova Philipps
  - Expendables 3 (2014) : Doc
  - Dolemite Is My Name (2019) : D'Urville Martin
  - Cut Throat City (2020) : Lawrence
  - Un prince à New York 2 (2021) : le général Izzi
  - Back on the Strip (en) (2023) : Luther « Mr Big »
  - Life in a Year (2020) : Xavier
- Giancarlo Esposito dans (15 films) :
  - Usual Suspects (1995) : Jack Baer
  - Smoke (1995) : Tommy, le client du magasin d'Auggie
  - Monkeybone (2001) : Hypnos
  - Feel the Noise (2007) : Roberto
  - S.W.A.T.: Firefight (2012) : l'inspecteur Hollander
  - Alex Cross (2012) : Daramus Holiday
  - Le Labyrinthe : La Terre brûlée (2015) : Jorge
  - Money Monster (2016) : le capitaine Marcus Powell
  - Okja (2017) : Frank Dawson
  - Le Labyrinthe : Le Remède mortel (2018) : Jorge
  - Unpregnant (2020) : Bob
  - Beauty (en) (2022) : le père de Beauty
  - Abigail (2024) : Lambert
  - MaXXXine (2024) : Teddy Knight
  - The Electric State (2025) : le colonel Bradbury
- Cuba Gooding Jr. dans (15 films) :
  - Jerry Maguire (1996) : Rod
  - Pour le pire et pour le meilleur (1997) : Frank Sachs
  - Au-delà de nos rêves (1998) : Albert Lewis
  - Pearl Harbor (2001) : Doris Miller
  - Croisière en folie (2002) : Jerry Robinson
  - Chiens des neiges (2002) : Dr Brooks
  - Radio (2003) : Radio
  - Complot à la Maison Blanche (2006) : Alex Thomas
  - Hardwired (2009) : Luke Gibson
  - Retour mortel (en) (2011) : Lewis Hicks
  - The Hit List (en) (2011) : Jonas Arbor
  - Shoot the Killer (en) (2012) : Ray Carver
  - Le Majordome (2013) : Carter Wilson
  - Selma (2015) : Fred Gray
  - Life in a Year (2020) : Xavier
- Forest Whitaker dans (13 films) :
  - Phone Game (2002) : le capitaine Ed Ramey
  - Crime City (2005) : Abe Holt
  - Mary (2005) : Ted Younger
  - États de choc (2007) : le bonheur
  - Au bout de la nuit (2008) : le capitaine Jack Wander
  - My Own Love Song (2010) : Joey
  - Lullaby (2010) : George
  - Forgiven (2017) : Desmond Tutu
  - Black Panther (2018) : Zuri
  - Burden (2018) : le révérend David Kennedy
  - City of Lies (2018[n 3]) : Jack Jackson
  - Respect (2021) : Clarence LaVaughn Franklin
  - Ravage (2025) : Lawrence
- Lance Reddick dans (13 films) :
  - White House Down (2013) : le général Caulfield
  - John Wick (2014) : Charon
  - John Wick 2 (2017) : Charon
  - The Domestics (2018) : Nathan Wood
  - John Wick Parabellum (2019) : Charon
  - La Chute du Président (2019) : Gentry
  - One Night in Miami (2020) : Kareem X
  - Godzilla vs Kong (2021) : Guillermin
  - John Wick : Chapitre 4 (2023) : Charon
  - Les Blancs ne savent pas sauter (2023) : Benji Allen
  - L'Affaire de la mutinerie du Caine (2023) : le capitaine Luther Blakely
  - Shirley (2024) : Wesley McDonald « Mac » Holder
  - Ballerina (2025) : Charon
- Dennis Haysbert dans (12 films) :
  - Heat (1995) : Donald Breedan
  - Les Pleins Pouvoirs (1996) : Tim Collin
  - Passé virtuel (1999) : inspecteur Larry McBain
  - Dead Rising (2015) : le général Lyons
  - Jarhead 3: The Siege (2015) : le major Lincoln
  - Dead Rising: Endgame (2016) : le général Lyons
  - Breakthrough (2019) : Dr Garrett
  - Obsession secrète (2019) : l'inspecteur Frank Page
  - Chaud devant ! (2019) : le commandant Richards
  - Sans issue (2022) : Ed
  - Tic et Tac, les rangers du risque (2022) : Ruzzor (voix)
  - Flamin' Hot (2023) : Clarence C. Baker
- Colin Salmon dans (11 films) :
  - Demain ne meurt jamais (1997) : Charles Robinson
  - Le monde ne suffit pas (1999) : Charles Robinson
  - Resident Evil (2002) : One
  - Meurs un autre jour (2002) : Charles Robinson
  - Alien vs. Predator (2004) : Maxwell Stafford
  - Punisher : Zone de guerre (2008) : Paul Budiansky
  - Resident Evil: Retribution (2012) : One
  - Criminal : Un espion dans la tête (2016) : Warden, le directeur de la prison
  - Mortal Engines (2018) : Chudleigh Pomeroy
  - Nobody (2021) : Banion
  - Nobody 2 (2025) : Banion
- Keith David dans (10 films) :
  - Mort ou vif (1995) : Clay Cantrell
  - Mary à tout prix (1998) : Charlie Jensen
  - Barbershop (2002) : Lester Wallace
  - Cody Banks, agent secret (2003) : le directeur de la CIA
  - Cody Banks, agent secret 2 : Destination Londres (2004) : le directeur de la CIA
  - Nina (2016) : le père de Nina
  - Love Jacked (en) (2018) : Ed
  - The Seventh Day (en) (2021) : le père Louis
  - Black as Night (en) (2021) : Babineaux
  - Fiction à l'américaine (2023) : Willy le farceur
- Tony Todd dans (8 films) :
  - Rock (1996) : le capitaine Darrow
  - Wishmaster (1997) : Johnny Valentine
  - Candyman 3 : Le Jour des morts (1999) : Candyman / Daniel Robitaille
  - Destination finale (2000) : William Bludworth
  - Destination finale 2 (2003) : William Bludworth
  - Scarecrow, la résurrection (2004) : Caleb Kilgore
  - Destination finale 5 (2011) : William Bludworth
  - Destination finale : Bloodlines (2025) : William Bludworth
- Laurence Fishburne dans (7 films) :
  - Duo mortel (1995) : Nelson Crowe
  - Liens d'acier (1996) : Charles Piper
  - Event Horizon, le vaisseau de l'au-delà (1997) : le capitaine Miller
  - Les Seigneurs de Harlem (1997) : Bumpy Johnson
  - Kill Bobby Z (2007) : Tad Gruzsa
  - Predators (2010) : Noland
  - Men of Fire (en) (2016) : Sade
- Mykelti Williamson dans (6 films) :
  - Sauvez Willy 2 (1995) : Dwight Mercer
  - Le Patchwork de la vie (1995) : Winston
  - Primary Colors (1998) : Dewayne Smith
  - La Mutante 2 (1998) : Dennis Gamble
  - American Nightmare 3 : Élections (2016) : Joe Dixon
  - Inarrêtable (2024) : Eddie
- Vondie Curtis-Hall dans (6 films) :
  - Broken Arrow (1996) : le lieutenant-colonel Sam Rhodes
  - Vengeance froide (1996) : Minos Dautrieve
  - Anarchy: Ride or Die (2014) : Caius Lucius
  - Harriet (2019) : le révérend Green
  - La Proie d'une ombre (2020) : Mel
  - Raymond et Ray (2022) : le pasteur West
- Michael Jai White dans (5 films) :
  - Deux Jours à Los Angeles (1996) : Buck
  - Universal Soldier : Le Combat absolu (1999) : S.E.T.H
  - Chocolate City (en) (2015) : Princeton
  - Mort Subite 2 (2020) : Jesse
  - Rogue Hostage (en) (2021) : Sparks
- Glynn Turman dans (5 films) :
  - Sahara (2005) : Dr Frank Hopper
  - Bumblebee (2018) : le général Whalen
  - Le Blues de Ma Rainey (2020) : Toledo
  - Rustin (2023) : A. Philip Randolph
  - À bout (2025) : Richard
- Malik Yoba dans (4 films) :
  - Rasta Rockett (1993) : Yul Brenner
  - Copland (1997) : Carson
  - Pourquoi je me suis marié ? (2007) : Gavin
  - Pourquoi je me suis marié aussi ? (2010) : Gavin
- Tom Wright (en) dans (4 films) :
  - White Man (1995) : Lionel
  - Dix-sept Ans de captivité (2015) : le lieutenant Timms
  - La Voie rebelle (en) (2019) : le principal West
  - That's Amor (2022) : Henry
- Terry Crews dans (4 films) :
  - Bad Times (2006) : Darrel
  - Middle Men (2011) : James
  - The Ridiculous 6 (2015) : Chico
  - Sandy Wexler (2017) : Bobby « Bedtimes » Barnes
- Danny Glover dans (4 films) :
  - Barbecue Party (en) (2004[n 4]) : le juge Crowley
  - Bad Asses (2014) : Bernie Pope
  - Bad Asses on the Bayou (2015) : Bernie Pope
  - The Last Black Man in San Francisco (2019) : Grand-père Allen
- Lance E. Nichols dans (4 films) :
  - Welcome to the Rileys (2010) : Hamilton « Ham » Watkins
  - 13 Sins (2014) : le capitaine de police
  - Palmer (2021) : Calvin Sibs
  - Death Business (2023) : le juge James E. Graves Jr. (en)
- Bruce Young dans :
  - Y a-t-il un flic pour sauver Hollywood ? (1994) : Tyrone
  - À chacun sa guerre (1994) : Moe Henry
  - Phénomène (1996) : agent Jack Hatch
- Delroy Lindo dans :
  - Crooklyn (1994) : Woody Carmichael
  - Feeling Minnesota (1996) : Red
  - Les Flambeurs (en) (1996) : Kingman
- Courtney B. Vance dans :
  - Esprits rebelles (1995) : George Grandey
  - La Femme du pasteur (1996) : le révérend Henry Biggs
  - Le casse de 88 (2023) : Jeremy Horne
- Martin Lawrence dans :
  - Bad Boys (1995) : Marcus Burnett
  - Le Chevalier Black (2002) : Jamal Walker / Skywalker
  - Panique aux funérailles (2010) : Ryan
- Joe Morton dans :
  - Lone Star (1996) : le colonel Delmore Payne
  - Justice League (2017) : Dr Silas Stones
  - Zack Snyder's Justice League (2021) : Dr Silas Stone
- Andre Braugher dans :
  - La Cité des anges (1998) : Cassiel
  - The Baytown Outlaws (2012) : le shérif Henry Millard
  - She Said (2022) : Dean Baquet
- Ernie Hudson dans :
  - Miss Détective (2000) : Harry McDonald
  - Miss FBI : Divinement armée (2005) : Harry McDonald
  - Redemption Day (2021) : Ed Paxton
- Harry Lennix dans :
  - Matrix Reloaded (2003) : le commandant Locke
  - Matrix Revolutions (2003) : le commandant Locke
  - Jeux de pouvoir (2009) : l'inspecteur Donald Bell
- Clarke Peters dans :
  - Marley et moi (2008) : l'éditeur
  - Three Billboards Outside Ebbing, Missouri (2017) : Abercrombie
  - Merveilles imaginaires (2020) : Hatter
- Danny Sapani dans :
  - Jadotville (2016) : Moïse Tshombé
  - Sumotherhood (en) (2023) : Leo
  - Le Ministère de la Sale Guerre (2024) : Kambili Kalu
- Lucian Msamati (en)[5] dans :
  - L'Art du mensonge (2019) : Beni
  - Coup de théâtre (2022) : Max Mallowan
  - Conclave (2024) : Adeyemi
- Tim Meadows dans :
  - Hubie Halloween (2020) : Lester Hennessey
  - The Binge 2 : Joyeuses fêtes (2022) : Keegan
  - Our Little Secret (2024) : Stan
- Louis Gossett Jr. dans :
  - Un Anglais sous les tropiques (1994) : le professeur Sam Adekunle
  - Undercover Grandpa (en) (2017) : Mother
- David Alan Grier dans :
  - Jumanji (1995) : Carl Bentley
  - Clifford (2021) : Packard
- James Pickens Jr. dans :
  - Les Fantômes du passé (1996) : Medgar Evers
  - Sleepers (1996) : Marlboro
- Sinbad dans :
  - La Course au jouet (1996) : Myron Larabee
  - Good Burger (1997) : M. Wheat
- Fred Williamson dans :
  - Une nuit en enfer (1996) : Frost
  - Starsky et Hutch (2004) : le capitaine Harold Dobey
- Michael Jordan dans :
  - Space Jam (1996) : Michael Jordan
  - Les Looney Tunes passent à l'action (2006) : Michael Jordan (caméo)
- Ruben Santiago-Hudson dans : 
  - L'Associé du diable (1997) : Leamon Heath
  - L'Intrus (2001) : le sergent Edgar Stevens
- Ice Cube dans :
  - Ghosts of Mars (2001) : James « Desolation » Williams
  - Le Gospel du bagne (2008) : Durell Washington
- Eriq La Salle dans :
  - Photo Obsession (2002) : l'inspecteur James Van Der Zee
  - Logan (2017) : Will Munson
- Wendell Pierce dans :
  - Brown Sugar (2002) : Simon
  - Superman (2025) : Perry White
- Eamonn Walker dans :
  - Lord of War (2006) : André Baptiste, Sr.
  - The Company Men (2011) : Danny
- Tim Russ dans :
  - Die Hard 4 : Retour en enfer (2007) : Chuck Summer
  - Minuit dans l'univers (2020) : Mason Mosley
- Sam J. Jones dans :
  - Ted (2012) : lui-même
  - Ted 2 (2016) : lui-même
- Jimmy Jean-Louis dans : 
  - Joy (2015) : Toussaint
  - Assassin Club (2023) : l'inspecteur Leon
- Cedric Yarbrough dans
  - The Boss (2016) : Tito
  - Juré n° 2 (2024) : Marcus
- Alvin Sanders dans :
  - Escale à trois (2017) : le pilote de montgolfière
  - Coup de foudre garanti (2020) : Jerome
- Willie C. Carpenter (en) dans :
  - Brawl in Cell Block 99 (2017) : « le gauchiste »
  - Monster (2018[n 5]) : le juge James
- Michael Beach dans :
  - Le Bout du monde (2019) : le général Khoury
  - The Harder They Fall (2021) : Theodore Love
- Richard Roundtree dans :
  - Ce que veulent les hommes (2019) : Skip
  - Thelma (2024) : Ben
- Gary Beadle (en) dans :
  - Persuasion (2022) : M. Musgrove
  - Toi et moi ? (2023) : Peter
- Hugh Quarshie dans :
  - The Son (2022) : Dr Harris
  - Book Club: The Next Chapter (2023) : Ousmane
- 1990 : Full Contact : Joshua (Harrison Page)
- 1994 : Y a-t-il un flic pour sauver Hollywood ? : lui-même (James Earl Jones)
- 1994 : Que la chasse commence : Mason (Ice-T)
- 1994 : Corrina, Corrina : Frank (Harold Sylvester)
- 1994 : Serial Mother : Howell Hawkins (Jeff Mandon), Carl Pageant (Lonnie Horsey) et voix additionnelles
- 1995 : Programmé pour tuer : Parker Barnes (Denzel Washington)
- 1995 : Strange Days : Jeriko One (Glenn Plummer)
- 1995 : Johnny Mnemonic : Yomama (Falconer Abraham)
- 1995 : Le Diable en robe bleue : Dupree Brouchard (Jernard Burks)
- 1995 : Midnight Man (en) : Kudo (David Rowe)
- 1995 : Clockers : Victor Dunham (Isaiah Washington)
- 1995 : Panther : Eldridge Cleaver (Anthony Griffith (en))
- 1996 : Daylight : George Tyrell (Stan Shaw)
- 1996 : Los Angeles 2013 : Hershe Las Palmas (Pam Grier)
- 1996 : En route pour l'école : Jeffery (Obba Babatundé)
- 1996 : Hamlet : Francisco (Ray Fearon)
- 1996 : True Crime (en) : l'inspecteur Jerry Guinn (Bill Nunn)
- 1996 : The Substitute : Wellman (Richard Brooks)
- 1997 : La Dernière Cavale : Frank Thompson (James McDaniel)
- 1997 : L.A. Confidential : Raymond Collins (Jeremiah Birkett)
- 1997 : Mortal Kombat : Destruction finale : Major Jackson « Jax » Briggs (Lynn Red Williams)
- 1997 : Alien, la résurrection : Christy (Gary Dourdan)
- 1997 : Le Collectionneur : Seth Samuel (Richard T. Jones)
- 1997 : Créatures féroces : Garry Ungulates (Derek Griffiths)
- 1997 : Contact : lui-même (Leon Harris)
- 1998 : Blues Brothers 2000 : M. Pickett (Wilson Pickett)
- 1999 : Virus : Richie Mason (Sherman Augustus)
- 1999 : Haute Voltige : Aaron Thibadeaux (Ving Rhames)
- 1999 : Le Mariage de l'année : Lance Sullivan (Morris Chestnut)
- 1999 : Star Wars, épisode I : La Menace fantôme : Nute Gunray (Silas Carson)
- 2000 : Fous d'Irène : Shonte Jackson (Tony Cox)
- 2001 : Le Retour de la momie : Lock-Nah (Adewale Akinnuoye-Agbaje)
- 2002 : Star Wars, épisode II : L'Attaque des clones : Rune Haako (Christopher Truswell)
- 2002 : Bad Company : officier Carew (Daniel Sunjata)
- 2002 : Beat Battle : Charles (Earl Poitier)
- 2004 : I, Robot : lieutenant John Bergin (Chi McBride)
- 2004 : Layer Cake : Morty (George Harris)
- 2004 : Ray : Jack Lauderdale (Robert Wisdom)
- 2004 : The Girl Next Door : Steel (Alonzo Bodden)
- 2004 : Le Jour d'après : un policier de New-York (Phillip Jarret)
- 2004 : Soul Plane : l'homme aveugle (John Witherspoon)
- 2005 : Dirty : Baine (Wyclef Jean)
- 2006 : Rocky Balboa : Martin, le coach de Dixon (Henry G. Sanders)
- 2007 : Big Movie : Samuel « Grande Gueule » Jackson (James Walker Sr.)
- 2008 : Le Jour où la Terre s'arrêta : le général Quinn (Roger R. Cross)
- 2008 : Benjamin Gates et le Livre des secrets : Dr Nichols (Albert Hall)
- 2008 : Rachel se marie : le speaker (Pastor Melvin Jones)
- 2009 : L'Assistant du vampire : M. Tall (Ken Watanabe)
- 2010 : Morning Glory : Oscar (David Fonteno)
- 2011 : Big Mamma : De père en fils : Kurtis Koo (Faizon Love)
- 2011 : Killing Fields : Levon (Jon Evez)
- 2012 : Sécurité rapprochée : Daniel Kiefer (Robert Patrick)
- 2012 : Arbitrage : l'inspecteur Mills (Curtiss Cook)
- 2014 : Dear White People : Helmut West (Malcolm Barrett)
- 2016 : Barbershop: The Next Cut : Rashad (Lonnie Rashad « Common » Lynn Jr.)
- 2016 : The Last Face : Oom Pieter (Chris Gxalaba)
- 2017 : L.A. Rush : Mocha (Ron Funches)
- 2017 : Valérian et la Cité des mille planètes : le ministre de la défense (Herbie Hancock)
- 2017 : Same Kind of Different As Me : Denver (Djimon Hounsou)
- 2017 : Geostorm : le général Montgraff (Gregory Alan Williams)
- 2017 : Pire Soirée : ? ( ? )
- 2018 : The Cloverfield Paradox : Joe (Greg Grunberg) (caméo vocal)
- 2018 : BlacKkKlansman : J'ai infiltré le Ku Klux Klan : Mr. Turrentine (Isiah Whitlock Jr.) et un serveur à la réception du Klan (Ernest Rayford)
- 2018 : The Scorpion King: Book of Souls : Nebserek (Peter Mensah)
- 2018 : Moi, Tonya : le deuxième agent du FBI (Luray Cooper)
- 2019 : Nancy Drew and the Hidden Staircase : shériff Marchbanks (Jay DeVon Johnson)
- 2019 : Eli : le propriétaire du motel (Lou Beatty Jr.)
- 2019 : 3 from Hell : Gerard James (Kevin Jackson)
- 2019 : Queen and Slim : le père de Slim (Thom Gossom Jr.)
- 2020 : La Convocation : le professeur Osagye (Oyewole Olowomojuore)
- 2021 : Mortal Kombat : le major Jackson « Jax » Briggs (Mehcad Brooks)
- 2021 : La Méthode Williams : l'ancien patron (Jimmy Walker Jr.)
- 2022 : Silverton Siege : Sechaba Maselemola (Tumisho Masha)
- 2022 : Sneakerella (en) : Darius King (John Salley)
- 2023 : Asteroid City : le général Grif Gibson (Jeffrey Wright)
- 2023 : Wonka : Slugworth (Paterson Joseph)
- 2023 : Une équipe de rêve : Tavita (Oscar Knightley (en))
- 2024 : Civil War : Sammy (Stephen McKinley Stephen Henderson)
- 2024 : Unfrosted : L'Épopée de la Pop-Tart : Stu Smiley (Cedric the Entertainer)
- 2024 : La Planète des singes : Le Nouveau Royaume : Raka (Peter Macon)
- 2024 : Twisters : Dexter (Tunde Adebimpe (en))
- 2024 : Pour solde de tout compte (en) : Clarence (Richard Lawson)
- 2025 : G20 : le directeur de la CIA Mikkelson (Julius Tennon)

#### Films d'animation
- 2004 : Les Indestructibles : Lucius Best / Frozone[n 6]
- 2004 : Tenkai-hen josō: Overture : Apollon
- 2005 : M. Indestructible et ses copains : Frozone[n 6] (court métrage)
- 2006 : Ultimate Avengers : Nick Fury
- 2009 : Là-haut : Béta
- 2009 : Ultimate Avengers 2 : Nick Fury
- 2010 : La Princesse et la Grenouille : James, le père de Tiana
- 2012 : Les Mondes de Ralph : le général Hologramme[n 7]
- 2012 : Drôles d'oiseaux : Tendai[n 6]
- 2014 : M. Peabody et Sherman : Les Voyages dans le temps : le juge[n 7]
- 2017 : Mazinger Z Infinity : Dr Hell
- 2017 : Les Trolls : Spécial Fêtes : M. Dinkles
- 2018 : Les Indestructibles 2 : Lucius Best / Frozone[n 6],[18],[19]
- 2018 : La Mort de Superman : Dr Silas Stones
- 2018 : Léo et les extraterrestres : le principal
- 2019 : Ni no kuni : Bauer
- 2020 : L'Odyssée de Choum : Victor, le grand-père
- 2020 : La Famille Willoughby : le commandant Melanoff[n 8]
- 2020 : Soul : Mohamed Ali
- 2021 : Teen Titans Go! découvrent Space Jam! : Michael Jordan dans Space Jam[20]
- 2021 : Encanto : La Fantastique Famille Madrigal : le vieil Arturo
- 2022 : Samouraï Academy : Jimbo[n 6]
- 2022 : Wendell and Wild : Buffalo Belzer[21]
- 2022 : Le Chat potté 2 : La Dernière Quête : le vétérinaire
- 2023 : Super Mario Bros. le film : le roi des Pingouins[22]
- 2024 : Garfield : Héros malgré lui : Vic[n 6]
- 2024 : Transformers : Le Commencement : Alpha Trion[n 9]
- 2025 : Falcon Express : ? (création de voix)

#### Court métrage
- 2017 : On s'est fait doubler ![23] : l'exorciste en noir (Otis Ngoi)

### Télévision

#### Téléfilms
- Everick Golding dans :
  - Un coup de foudre malgré eux (2019) : George Wilmore
  - Les Enfants maudits : Une nouvelle famille (2019) : Rye Whiskey
  - Les Enfants maudits : Les origines du mal (2019) : Rye Whiskey
  - Un sapin de Noël, deux amoureux (2020) : Franck
  - Notre promesse de Noël (2021) : James Massey
  - Le Monstre de Davenwood (2022) : le shérif West
- Wesley Snipes dans :
  - Futuresport (1998) : Obike Fixx
  - Act of Love (2000) : Franklin Swift
  - Hard Luck (2006) : Lucky
- Cuba Gooding Jr. dans :
  - Linewatch (2008) : Michael Dixon
  - Des mains en or (2009) : Benjamin « Bennie » Carson
  - Adolescentes en sursis (2012) : Dwayne « DJ » Johnson
- Tom Pickett dans :
  - L'Amour dans le pré (2017) : Farley Thompson
  - Le Noël surprise d'Emily (2021) : Daryl
- 1995 : L'Ombre du mal : le lieutenant Royce (Joe Morton)
- 1996 : Alliance fatale : Eddie Costello (Dennis Haysbert)
- 1997 : L'Associé du diable : Justin (Wendell Pierce)
- 1997 : Au-delà des rêves : le shérif R.J. Turnage (Bonby Hosea)
- 2000 : La Couleur de l'amitié : Ron Dellums (Carl Lumbly)
- 2001 : Traque sans répit : Niles Armstrong (Maurice Dean Wint)
- 2005 : L'Impasse : De la rue au pouvoir : Earl (Mario Van Peebles)
- 2005 : Le Magicien d'Oz des Muppets : Oncle Henry (David Alan Grier)
- 2011 : The Sunset Limited : Black (Samuel L. Jackson)
- 2011 : Face à ma sœur jumelle : l'inspecteur Park (A. Russell Andrews)
- 2012 : Le Bodyguard de l'amour : Henry (Shashawnee Hall)
- 2013 : La Trahison de mon mari : Lou (Gene Mack[n 10])
- 2015 : Les secrets de Turkey Hollow : le shérif Grover (Reese Alexander)
- 2015 : Un merveilleux cadeau pour Noël : Wesley Hardin Johnson Sr. (Lawrence Hilton-Jacobs)
- 2016 : Les Obstacles de la vie : M. Valentine (Ving Rhames)
- 2016 : L'Enfant de Noël : Donatello (Ernie Hudson)
- 2016 : Le tueur de la nuit : Charlie (Elester Latham)
- 2017 : Un délicieux Noël : Ralphie (Jonathan Adams)
- 2018 : Mon amour du Lagon : Devereux (Errol Trotman-Harewood)
- 2018 : Un Noël de Blanche Neige : Hap (Naheem Garcia)
- 2019 : Petits meurtres sur le campus : Coup de théâtre ! : Sebastian Dusquenes (Colin Lawrence (en))
- 2019 : Noël dans la prairie : Gus (Lance E. Nichols)
- 2019 : Une voix d'or pour Noël : Fred (Stan Shaw)
- 2021 : La famille du secret : Irwin (Tony Bracy)
- 2021 : Reno 911 : La Traque de QAnon : S. Jones (Cedric Yarbrough)
- 2021 : Le Noël surprise d'Emily : ? (?)
- 2022 : Le secret de mon Père Noël : le maire Thomas (Gralen Bryant Banks)
- 2024 : Prêt à tout pour l'amour de ma mère : le lieutenant Trafton (Gregory M. Mitchell)

#### Séries télévisées
- Lance Reddick dans (11 séries) :
  - Sur écoute (2002-2008) : le lieutenant, major puis colonel Cedric Daniels (en) (60 épisodes)
  - Numb3rs (2007) : le lieutenant Steve Davidson (saison 3, épisode 15)
  - Lost : Les Disparus (2008-2009) : Matthew Abbadon (4 épisodes)
  - Fringe (2008-2013) : l'agent Phillip Broyles / le colonel Phillip Broyles (version alternative) (90 épisodes)
  - Intelligence (2014) : Jeffrey Tetazoo (5 épisodes)
  - Harry Bosch (2014-2021) : le chef adjoint Irvin Irving (68 épisodes)
  - Castle (2015) : Keith Kaufman (saison 7, épisode 23)
  - Quantum Break (2016) : Martin Hatch (mini-série)
  - Young Sheldon (2021) : le professeur Boucher (saison 5, épisode 7)
  - Resident Evil (2022) : Albert Wesker
  - Bosch: Legacy (2023) : le chef Irvin Irving (saison 2, épisode 10)
- Keith David dans (11 séries) :
  - The Cape (2011) : Max Malini (10 épisodes)
  - Touch (2013) : Dutch (saison 2, épisode 7)
  - Enlisted (2014) : le sergent chef major Donald Cody (13 épisodes)
  - Person of Interest (2016) : Terence Beale (saison 5, épisode 3)
  - Bienvenue chez les Huang (2019) : Clyde Roses (saison 6, épisode 3)
  - The Good Lord Bird (2020) : Herbert (mini-série)
  - Love Life (2021) : le narrateur (saison 2)
  - Le Goût de vivre (2022) : Hershel Wheeler (mini-série)
  - True Lies (2023) : Albert « Al » Gibson Sr. (épisode 7)
  - High Potential (2025) : le capitaine Pacheco (saison 1, épisode 11)
  - Duster (2025) : Ezra Saxton
- Giancarlo Esposito dans (9 séries) :
  - New York Police Blues (1997) : Jamaal (saison 5, épisode 17)
  - Breaking Bad (2009-2011) : Gustavo « Gus » Fring (26 épisodes)
  - Detroit 1-8-7 (2010) : Eddie Henderson (saison 1, épisode 10)
  - Once Upon a Time (2011-2017) : le Génie / le Miroir magique / Sidney Glass (14 épisodes)
  - The Get Down (2016-2017) : le pasteur Ramon Cruz (11 épisodes)
  - Better Call Saul (2017-2022) : Gustavo « Gus » Fring (38 épisodes)
  - The Boys (2019-2022) : Stanford « Stan » Edgar (9 épisodes)
  - Kaleidoscope (2023) : Leo Pap (mini-série)
  - The Gentlemen (2024) : Stanley Johnston
- Harry Lennix dans (8 séries) :
  - Commander in Chief (2005-2006) : Jim Gardner (19 épisodes)
  - 24 Heures chrono (2007) : Walid Al-Rezani (saison 6)
  - Los Angeles, police judiciaire (2011) : l'agent Bossy (épisode 18)
  - Dr Emily Owens (2012-2013) : Dr Tim Dupre (6 épisodes)
  - Blacklist (2013-2023) : le directeur-adjoint Harold Cooper (228 épisodes)
  - Billions (2016-2023) : Franklin « Frank » Sacher (8 épisodes)
  - Blacklist: Redemption (2017) : Harold Cooper (épisode 7)
  - Insecure (2018-2021) : Marcus Walker (3 épisodes)
- Ernie Hudson dans (8 séries) :
  - APB : Alerte d'urgence (2017) : Ned Conrad (8 épisodes)
  - Twin Peaks (2017) : le colonel Davis (saison 3, épisodes 5 et 7)
  - L'Arme fatale (2018) : Hank Peterson (saison 2, épisode 10)
  - Blue Bloods (2018) : Darryl Ward (saison 8, épisode 14)
  - Arrow (2019) : le général Stewart (saison 7, épisode 19)
  - Los Angeles : Bad Girls (2019-2020) : Joseph Vaughn (26 épisodes)
  - MacGyver (2021) : Milton Bozer (saison 5, épisode14)
  - Code Quantum (2022-2024) : Herbert « Magic » Williams
- Michael Beach dans (9 séries) :
  - Dynastie (2017) : le capitaine Stansfield (saison 1)
  - S.W.A.T. (2017-2022) : Leroy (13 épisodes)
  - The Rookie : Le Flic de Los Angeles (2018-2021) : le commandant Percy West (6 épisodes)
  - Truth Be Told : Le Poison de la vérité (2019-2021) : Ingram Rhoades (18 épisodes)
  - Mayor of Kingstown (depuis 2021) : le capitaine Moore
  - New York, police judiciaire (2022) : Brian Harris (saison 21, épisodes 6 et 10)
  - Dahmer - Monstres : L'Histoire de Jeffrey Dahmer (2022) : l'inspecteur Dennis Murphy (mini-série)
  - Dead Boy Detectives (2024) : Tragic Mick
  - Un couple parfait (2024) : Dan Carter (mini-série)
- Eriq La Salle dans (7 séries) :
  - Urgences (1994-2002 / 2009) : Dr Peter Benton (171 épisodes)
  - FBI : Portés disparus (2006) : Aaron Gibbs (saison 5, épisode 6)
  - How to Make It in America (2011) : Everton Thompson (saison 2)
  - A Gifted Man (2011-2012) : Evan « E-Mo » Morris (5 épisodes)
  - Under the Dome (2015) : Hektor Martin (saison 3)
  - Angie Tribeca (2016) : Dr Brainerd (saison 2, épisode 6)
  - On Call (2025) : le sergent Lasman
- Tom Wright (en) dans (6 séries) :
  - Le Flic de Shanghaï (1998-1999) : le capitaine Benjamin Winship (saison 1)
  - First Murder (2016) : le juge Oliver Martin (saison 3, épisodes 7 et 8)
  - Major Crimes (2017) : Frederick Sax (saison 5, épisode 19)
  - The Magicians (2019-2020) : Nick (4 épisodes)
  - Medical Police (2020) : le directeur Patten (10 épisodes)
  - Grey's Anatomy : Station 19 (2021) : Gregory (saison 4)
- Jonathan Adams dans (6 séries) :
  - Bones (2005-2006) : Dr Daniel Goodman (saison 1)
  - Women's Murder Club (2008) : Ed Washburn (5 épisodes)
  - The Philanthropist (2009) : Jean (épisode 8)
  - Revenge (2012-2013) : Matt Duncan (saison 2)
  - C'est moi le chef ! (2012-2019) : Chuck Larabee (69 épisodes)
  - Papa a un plan (2017) : le pasteur Carl (saison 2, épisode 2)
- Vondie Curtis-Hall dans (6 séries) :
  - Daredevil (2015) : Ben Urich (en) (saison 1)
  - Rosewood (2015-2017) : Dr Beaumont Rosewood, Sr. (3 épisodes)
  - For the People (2018-2019) : le juge Nicholas Byrne (20 épisodes)
  - Evil (2019) : Leon Acosta (saison 1, épisode 8)
  - The Recruit (depuis 2022) : Walter Nyland
  - Justified: City Primeval (2023) : Sweetie (mini-série)
- Mario Van Peebles dans (6 séries) :
  - Bloodline (2017) : le procureur Marx (saison 3)
  - Superstition (2017-2018) : Isaac Hastings (10 épisodes)
  - Cameron Black : L'Illusionniste (2018) : Bruce Conners (épisode 10)
  - Blindspot (2018) : Frank Davenport (saison 4, épisode 6)
  - The Village (en) (2019) : Andre (épisode 8)
  - A Million Little Things (2021-2022) : Ronald (saison 4)
- Eamonn Walker dans (5 séries) :
  - Kings (2009) : le révérend Ephram Samuels (13 épisodes)
  - Chicago Fire (depuis 2012) : le chef Wallace Boden (239 épisodes - en cours)
  - Chicago Police Department (2014-2020) : le chef Wallace Boden (13 épisodes)
  - Chicago Med (2017-2019) : le chef Wallace Boden (4 épisodes)
  - Chicago Justice (2017) : le chef Wallace Boden (épisode 13)
- Obba Babatundé dans (5 séries) :
  - Amour, Gloire et Beauté (2015-2020) : Julius Avant (78 épisodes)
  - Madam Secretary (2017) : le président Silvanus Fabre (saison 3, épisode 12)
  - Dear White People (2017-2021) : Dean Fairbanks (15 épisodes)
  - I'm Dying Up Here (2017) : Barton Royce (saison 1)
  - Goliath (2021) : Ivan Tillinger (saison 4)
- D. B. Woodside dans (4 séries) :
  - Murder One (1996-1997) : Aaron Mosely (saison 2)
  - The Practice : Donnell et Associés (1997) : Aaron Wilton (saison 2, épisode 8)
  - Buffy contre les vampires (2002-2003) : le principal Robin Wood (saison 7)
  - Les Experts (2004) : Marlon Waylord (saison 5, épisode 3)
- Bruce Young dans (4 séries) :
  - The Sentinel (1996-1999) : le capitaine Simon Banks (65 épisodes)
  - Le Protecteur (2002-2003) : Albert Gregg (saison 2, épisodes 7 et 12)
  - Boomtown (2003) : Ronnie Tucker (saison 1, épisodes 15 et 16)
  - Ghost Whisperer (2007) : Chad West (saison 2, épisode 19)
- Tony Todd dans (4 séries) :
  - Hercule (1999) : Gilgamesh (saison 5, épisode 1)
  - Chuck (2007-2011) : Langston Graham, directeur de la CIA (10 épisodes)
  - Dead of Summer : Un été maudit (2016) : « le Grand Homme » / Holyoke (5 épisodes)
  - Riverdale (2017) : McGinty, le fermier (saison 2, épisode 7)
- James McDaniel dans :
  - Stargate SG-1 (2004) : le général Francis Meynar (saison 7, épisodes 20 et 22)
  - New York, unité spéciale (2004) : Javier Vega (saison 5, épisode 21)
  - For Life (2020) : Earl (saison 1)
  - Alaska Daily (2022-2023) : le général Raymond Green
- Andre Braugher dans (4 séries) :
  - Dr House (2009-2012) : Dr Darryl Nolan (4 épisodes)
  - New York, unité spéciale (2011-2015) : Bayard Ellis (6 épisodes)
  - Brooklyn Nine-Nine (2013-2021) : le capitaine Raymond « Ray » Holt (153 épisodes)
  - New Girl (2016) : le capitaine Raymond « Ray » Holt (saison 6, épisode 4)
- Peter Mensah dans (4 séries) :
  - Spartacus (2010-2013) : Œnomaüs alias Doctore (23 épisodes)
  - Spartacus : Les Dieux de l'arène (2011) : Œnomaüs (mini-série)
  - True Blood (2012) : Kibwe Akinjide (saison 5)
  - Departure (2019) : Levi (saison 1)
- Lennie James dans (4 séries) :
  - The Walking Dead (2010-2018) : Morgan Jones (54 épisodes)
  - Low Winter Sun (2013) : Joe Geddes (10 épisodes)
  - Fear the Walking Dead (2018-2023) : Morgan Jones (74 épisodes)
  - Save Me (2018-2022) : Nelson « Nelly » Rowe (18 épisodes)
- Samuel L. Jackson dans (4 séries) :
  - Marvel : Les Agents du SHIELD (2013) : Nick Fury (saison 1, épisodes 2 et 22)
  - Le Droit d'être américain : Histoire d'un combat (2021) : lui-même (documentaire)
  - Les Derniers Jours de Ptolemy Grey (2022) : Ptolemy Grey (mini-série)
  - Secret Invasion (2023) : Nick Fury (mini-série)
- Clarke Peters dans (4 séries) :
  - The Deuce (2017) : Melvin « Ace » (saison 1, épisode 8)
  - His Dark Materials : À la croisée des mondes (2019) : Dr Carne, le Maître de Jordan College (saison 1)
  - Les Irréguliers de Baker Street (2021) : l'homme en blanc (6 épisodes)
  - Foundation (2021) : Abbas Hardin (saison 1)
- Robert Wisdom dans (4 séries) :
  - L'Aliéniste (2018-2020) : Cyrus Montrose (18 épisodes)
  - The Hot Zone (2019) : le colonel Vernon Tucker (mini-série)
  - Helstrom (2020) : le fossoyeur / Henry (8 épisodes)
  - Star Trek: Strange New Worlds (2023) : l'ambassadeur Dak'Rah (saison 2, épisode 8)
- Glynn Turman dans (4 séries) :
  - Mr. Mercedes (2019) : le juge Bernard Raines (saison 3)
  - FBI: Most Wanted (2022) : Terry Daniels (saison 3, épisode 20)
  - Le Cabinet de curiosités de Guillermo del Toro (2022) : le shérif Nate Craven (saison 1, épisode 3)
  - Percy Jackson et les Olympiens (depuis 2023) : Chiron / Mr Brunner
- Carl Lumbly dans :
  - X-Files : Aux frontières du réel (1996) : Marcus Duff (saison 4, épisode 3)
  - La Chute de la maison Usher (2023) : Auguste Dupin (mini-série)
  - Chargés à bloc (2023) : James Langdon, le directeur de la CIA
- Jeffrey D. Sams dans :
  - Love Therapy (1998-1999) : Albert « Champ » Terrace (15 épisodes)
  - Wasteland (1999) : Vincent « Vince » Lewis (13 épisodes)
  - La Vie avant tout (2000-2001) : Jack (saison 1)
- Joe Morton dans :
  - New York, unité spéciale (2003) : Raymond « Ray » Bevins (saison 4, épisode 23)
  - Les Experts : Manhattan (2005) : le chef Dwight Hillborne (saison 1, épisodes 20 et 21)
  - Grace et Frankie (2015-2016) : Jason (saison 1, épisode 2 et saison 2, épisode 6)
- Louis Gossett Jr. dans :
  - Dead Zone (2003) : le pasteur David Lewis (saison 2, épisode 12)
  - Stargate SG-1 (2005-2006) : Gerak (saison 9)
  - Hap and Leonard (2018) : Bacon (saison 3)
- Colin Salmon dans :
  - Merlin (2009) : Aglain (saison 2, épisode 3)
  - Strike Back (2010) : James Middleton (saison 1, épisode 1)
  - Inspecteur Barnaby (2021) : Gerard King (saison 22, épisode 6)
- Lucian Msamati (en) dans :
  - Luther (2013) : Ken Barnaby (saison 3, épisodes 1 et 2)
  - Black Earth Rising (en) (2018) : David Runihura (mini-série)
  - La Mort à nu (en) (2023) : Henry Maitland (3 épisodes)
- Hakeem Kae-Kazim dans :
  - Black Sails (2014-2016) : M. Scott (23 épisodes)
  - Scorpion (2016) : le président Desta Rahal (saison 2, épisode 14)
  - Intergalactic (en) (2021) : Yann Harper (4 épisodes)
- Wesley Snipes dans :
  - The Player (2015) : M. Isaiah Johnson (9 épisodes)
  - What We Do in the Shadows (2019) : Wesley (saison 1, épisode 7)
  - La Réalité en face (2021) : Carlton (mini-série)
- Jimmy Akingbola (en) dans :
  - Arrow (2015-2016) : Baron Reiter (en) (saison 4)
  - NCIS : Enquêtes spéciales (2017) : l'ambassadeur libérien Gabriel Moore (saison 14, épisode 22)
  - MacGyver (2018) : Joseph (saison 3, épisode 7)
- Tim Russ dans :
  - Normal Street (en) (2016) : Winston Hobbes (saison 3, épisode 7)
  - NCIS : Nouvelle-Orléans (2018) : Felix Hill (saison 4, épisode 13)
  - Supergirl (2018) : Jul-Us (saison 3, épisode 20)
- Gregory Alan Williams dans :
  - Game of Silence (2016) : Aaron Epps (6 épisodes)
  - MacGyver (2018) : Julian Halsey (saison 2, épisode 19)
  - Council of Dads (en) (2020) : Will Calhoun (épisode 6)
- Dennis Haysbert dans :
  - Shots Fired (2017) : M. Terry (mini-série)
  - Lucifer (2020-2021) : Dieu (saison 5)
  - Paul T. Goldman (en) (2023) : l'agent Portman (mini-série)
- Antonio Fargas dans :
  - Cherif (2018) : Huggy les bons tuyaux (saison 5, épisode 7)
  - Black Lightning (2018) : David Poe (saison 1, épisode 5)
  - Code Black (2018) : Harold (saison 3, épisode 8)
- Martin Roach (en) dans :
  - Falling Water (2018) : le lieutenant Robert Sutton (saison 2, épisode 3)
  - Les Wedding Planners (en) (2020) : le pasteur Evan Miller (6 épisodes)
  - L'Institut (2025) : le chef Ashworth
- Brent Jennings dans :
  - Lodge 49 (en) (2018-2019) : Ernie Fontaine (20 épisodes)
  - All American (depuis 2018) : Willy, le grand-père
  - All Rise (2020-2022) : Charles Carmichael (5 épisodes)
- Mykelti Williamson dans :
  - L'Arme fatale (2018-2019) : Tom Barnes (saison 3)
  - Fallout (2024) : Honcho
  - Government Cheese (en) (2025) : Gus
- Hugh Quarshie dans :
  - Absentia (2019) : Dr Semo Oduwale (saison 2)
  - Breeders (2021-2022) : Alex (8 épisodes)
  - Les Enquêtes de Vera (2022) : Dr Leon Parmer (saison 11, épisode 5)
- Courtney B. Vance dans :
  - Lovecraft Country (2020) : George Freeman (3 épisodes)
  - 61st Street (en) (2022-2023) : Franklin Roberts (16 épisodes)
  - Grotesquerie (2024) : le marshal Tryon
- Danny Sapani dans :
  - MotherFatherSon (2019) : Jahan Zakari (mini-série)
  - Killing Eve (2020) : Jamie (saison 3)
  - Halo (2022-2024) : le capitaine Jacob Keyes (17 épisodes)
- Richard Brooks dans :
  - Le Rebelle (1995 / 1997) : l'agent Marcus Donner / Barry (saison 3, épisode 16 et saison 5, épisode 14)
  - Flash (2017-2018) : Warden Gregory Wolfe (saison 4)
- Wren T. Brown dans :
  - Les Nouvelles Aventures de Flipper le dauphin (1996-1997) : Quinn Garnett (22 épisodes)
  - Whoopi (2003-2004) : Courtney Rae (22 épisodes)
- Wendell Pierce dans :
  - Moloney (1996-1997) : Calvin Patterson (5 épisodes)
  - Jack Ryan (2018-2023) : James Greer (30 épisodes)
- Tracy « Ice-T » Marrow dans :
  - Players, les maîtres du jeu (1997-1998) : Isaac « Ice » Gregory (18 épisodes)
  - Younger (2016) : lui-même (saison 2, épisode 11)
- Montel Williams dans :
  - JAG (1997-2000) : le lieutenant Curtis Rivers (3 épisodes)
  - The Resident (2019) : Montel Williams (saison 3, épisode 2)
- Jeffrey Wright dans :
  - Angels in America (2003) : M. Illusion / Belize / l'Ange d'Europe (mini-série)
  - The Agency (depuis 2024) : Henry Ogletree
- Bobby Hosea (en) dans :
  - La Famille Carver (2004) : F. Robert Chapin (3 épisodes)
  - Retour à Lincoln Heights (2007-2008) : l'inspecteur Franklin (6 épisodes)
- Cress Williams dans :
  - À la Maison-Blanche (2005-2006) : Lester (saison 7, épisodes 8 et 16)
  - Prison Break (2008) : Wyatt Mathewson (saison 4)
- Joseph C. Phillips (en) dans :
  - Vanished (2006) : JT Morse (9 épisodes)
  - The Resident (2020) : Dr Jeffrey Pierce (saison 3, épisode 15)
- Reg E. Cathey dans :
  - Lights Out (en) (2011) : Barry K. Word (12 épisodes)
  - House of Cards (2013-2016) : Freddy Hayes (15 épisodes)
- Terry Crews dans :
  - The Newsroom (2012) : Lonny Church (saison 2)
  - Les Monstromalins (2020) : Amazing Atticus (saison 2, épisode 1)
- David Harewood dans :
  - The Night Manager : L'Espion aux deux visages (2016) : Joel Steadman (mini-série)
  - Beowulf : Retour dans les Shieldlands (2016) : Scorann (épisodes 2 et 3)
- Arnold Pinnock (en) dans :
  - Les Voyageurs du temps (2016-2017) : Walter « Walt » Forbes (13 épisodes)
  - Altered Carbon (2018) : Hemingway (saison 1)
- DeObia Oparei dans :
  - Santa Clarita Diet (2017) : Loki Hayes (saison 1, épisodes 5 et 8)
  - Emerald City (2017) : Sullivan (épisode 3)
- Ben Vereen dans :
  - Sneaky Pete (2017-2018) : Porter (6 épisodes)
  - Magnum (2018) : Henry Barr (saison 1, épisode 6)
- Steven Williams dans :
  - Training Day (2017) : Cannonball (épisode 5)
  - True Detective (2019) : Junius (saison 3, épisodes 6 et 8)
- Delroy Lindo dans :
  - The Good Fight (2017-2022) : Adrian Boseman (40 épisodes)
  - Unprisoned (en) (2023) : Edwin Alexander
- Isiah Whitlock Jr. dans :
  - The Good Cop (2018) : Burl Loomis (10 épisodes)
  - Your Honor (2020-2023) : Charlie Figaro (19 épisodes)
- Christopher B. Duncan (en) dans :
  - Legacies (2019) : Terrance Greasley (saison 1, épisode 13)
  - Black Bird (2022) : Dr Aaron Zicherman (mini-série)
- Forest Whitaker dans :
  - Godfather of Harlem (depuis 2019) : Ellsworth « Bumpy » Johnson (30 épisodes - en cours)
  - Young Rock (2022) : Forest Whitaker (saison 2)
- Everick Golding dans : 
  - Chesapeake Shores (2022) : Dr Judd (saison 6, épisode 3)
  - Inoubliable Ollie (en) (2022) : M. Hilly (mini-série)
- Stephen McKinley Henderson dans :
  - Espion à l'ancienne (2024) : Calbert Graham
  - The Madness (2024) : Isiah
- 1996 : Loïs et Clark : Les Nouvelles Aventures de Superman : l'agent Pete Rawlins (Rif Hutton)
- 1997-1998 : Le Visiteur : l'agent Douglas Wilcox (Grand L. Bush)
- 1997-1998 : Fame L.A. : Robert Hawkin (Carlton Wilborn)
- 2001 : The Practice : Donnell et Associés : Daryl Johnson (Gabriel Casseus)
- 2001 : Le Journal intime d'un homme marié : Kevin (Doug Williams (en))
- 2002 : The Shield : le père de Sonny (William Badgett) (saison 1, épisode 13)
- 2003-2004 : Le Renard (série télévisée) : l'inspecteur Alex Richter (Pierre Sanoussi-Bliss)
- 2003-2004 : Alias : Kazari Bomani (Djimon Hounsou)
- 2003-2005 : À la Maison-Blanche : Mike Wayne (Benjamin Brown) (3 épisodes)
- 2004 : Sue Thomas, l'œil du FBI : Chas (Tony Meyler)
- 2005 : Into the West : Absalom Jones (Neville Edwards) (mini-série)
- 2005-2006 : Invasion : Healy (Rocky Carroll)
- 2006 : Desperate Housewives : Jerry le légiste (Rick Fitts) (2 épisodes)
- 2006 : Saved : Michael (Colin Lawrence)
- 2006-2008 : Ghost Whisperer : Ritchie Peterson (John Éric Bentley) (saison 2, épisode 6) et l'homme aux archives municipales (Afemo Omilami) (saison 3, épisodes 1, 2 et 17)
- 2007 : Kyle XY : Julian Ballantine (Conrad Coates)
- 2009 : Southland : Terrell (Michael Jace)
- 2010 : Lie to Me : le capitaine Stan Renshaw (Khary Payton)
- 2010 : Entourage : lui-même (Mike Tyson) (saison 7, épisode 5)
- 2010-2012 : Les Feux de l'amour : l'avocat Spencer Walsh (Evan Parke) (59 épisodes)
- 2011 : Injustice : Nick Taylor (Obi Abili) (mini-série)
- 2011-2012 : Body of Proof : Doug Hollis (Peter Jay Hernandez) (saison 1, épisode 5), le Président de la cérémonie (Kim Estes) (saison 2, épisode 17) et Warden Tom Miller (Dwight Hicks) (saison 2, épisode 20)
- 2012 : Game of Thrones : Xaro Xhoan Daxos (Nonso Anozie) (5 épisodes)
- 2012-2015 : Perception : Paul Haley (LeVar Burton)
- 2013 : Bones : Joe Dinco (Sherman Augustus) (saison 8, épisode 20)
- 2014 : Our Girl : Corp. Kinders (Arinzé Kene)
- 2015 : Into the Badlands : Roi des eaux (Lance E. Nichols)
- 2016 : Lucifer : Joe Hanson (Richard T. Jones)
- 2016 : American Horror Story : Matt Miller / Dominic Banks (Cuba Gooding Jr.) (saison 6)
- 2016 : The Young Pope : Pete Washington (Kevin Jackson)
- 2016 : Thirteen : David Burridge (Ariyon Bakare) (mini-série)
- 2016 : Racines : Jérusalem (Mekhi Phifer) (mini-série)
- 2016 : Code Black : Oscar (Stan Shaw)
- 2016 : High Maintenance : Mike (Victor Williams) (saison 1, épisode 2)
- 2016 : Ray Donovan : Sherman Radley (Reginald VelJohnson)
- 2016 : Shoot the Messenger : Phil Hardcastle (Maurice Dean Wint) (8 épisodes)
- 2017 : Sense8 : Silas Kabaka (Peter King Mwania)
- 2017 : L'Arme fatale : Benny Barns (James Black)
- 2017 : Madiba : Nelson Mandela (Laurence Fishburne) (mini-série)
- 2017 : Les Sept Vérités : l'inspecteur Threlfall (Tony Briggs) (mini-série)
- 2017 : Raven : le principal Wentworth (Leslie David Baker) (saison 1, épisodes 1 et 7)
- 2017 : C.B. Strike : Derrick Wilson (Brian Bovell) (3 épisodes)
- 2017 : Godless : Elias Hobbs (Erik LaRay Harvey)
- 2017 : Gotham : Sampson (Stu « Large » Riley)
- 2017 : Wet Hot American Summer: Ten Years Later : le critique d'art (Kim Estes) (mini-série, épisode 6)
- 2017 : Very Bad Nanny : Dante (Bert Belasco) (saison 1, épisode 10)
- 2017-2019 : Nola Darling n'en fait qu'à sa tête : Stokes (Thomas Jefferson Byrd) (10 épisodes)
- depuis 2017 : The Orville : Klyden (Chad Coleman) (16 épisodes - en cours)
- 2018 : Preacher : Jake O'Hare (Keith Burke) (saison 3, épisode 1)
- 2018-2019 : L'Arme fatale : Tom Barnes (Mykelti Williamson)
- 2018-2019 : Cloak and Dagger : Otis Johnson (Miles Mussenden)
- 2018-2020 : The Chi : Greavy (David Alan Anderson) (14 épisodes)
- 2018 / 2021 : DC Titans : Clayton Williams / Atlas the Strongman (Lester Speight) (saison 1, épisode 6) / Jack Drake (Ryan Allen) (5 épisodes)
- 2019 : Lucifer : le comptable de Moira Murphy [Qui ?]
- 2019 : Dans leur regard : le chauffeur [Qui ?] (mini-série)
- 2019 : The Twilight Zone : La Quatrième Dimension : J.C. Wheeler (Tracy Morgan)
- 2019 : The Spy : le sheik Majid Al Ard (Uri Gavriel)
- 2019 : iZombie : Zed (Kareem Abdul-Jabbar) (saison 5, épisode 2)
- 2019 : David Makes Man : Dr Bree (Ruben Santiago-Hudson) (saison 1)
- depuis 2019 : Doom Patrol : Silas Stone (en) (Phil Morris)
- 2020 : Sex Education : le pasteur [Qui ?] (saison 2, épisode 7)
- 2020 : AJ and the Queen : Darrell (Kevin Daniels)
- 2020 : Altered Carbon : le père de Trepp [Qui ?]
- 2020 : Queen Sono : Dr Sidwell Isaacs (Sechaba Morojele)
- 2020 : Filthy Rich : Howard (Gralen Bryant Banks)
- 2020 : How to Ruin Christmas: Le mariage : Vusi Twala (Lehlohonolo Saint Seseli)
- 2020 : Les Envoyés d'ailleurs : Casual Boss (Jayson Ward Williams) (3 épisodes)
- 2020 : Small Axe : CLR James (Derek Griffiths) et Kenneth Logan (Steve Toussaint) (mini-série)
- 2020 : Fargo : Lionel « Happy » Halloway (Edwin Lee Gibson) (saison 4, épisodes 10 et 11)
- 2021 : Shadow and Bone : La Saga Grisha : l'ambassadeur de Zemini (Mark Springer) (saison 1, épisodes 5 et 7)
- 2021 : Riverdale : « Toots Sweet » (Ron Selmour) (saison 5, épisode 15)
- 2021 : Arrête Papa, tu me fais honte ! : Pops Dixon (David Alan Grier)
- 2021-2022 : Les Années coup de cœur : Grand-père Clisby (Richard Gant)
- 2022 : The Guardians of Justice : le président Nick Newcombe (Christopher Judge)
- 2022 : The Righteous Gemstones : Roddey Lissons (John Amos) (saison 2, épisode 9)
- 2022 : Infiniti : Mason (Jarreth J. Merz) (mini-série)
- 2022 : She-Hulk : Avocate : le juge Price (George Bryant) (mini-série)
- 2022 : Dirty Lines (nl) : ? (?)
- 2022 : The Offer : l'agent Richman (Mark Berry) (mini-série)
- 2022 : Girls5eva : lui-même (Tim Meadows)
- 2022 : The Cleaning Lady (en) : Theo (Charles Malik Whitfield) (saison 1, épisode 1)
- 2022 : Angelyne : Dominic Prescott (Marlon Young) (mini-série)
- depuis 2022 : Le Seigneur des anneaux : Les Anneaux de pouvoir : Sadoc Burrows (Lenny Henry)
- depuis 2022 : That Dirty Black Bag (en) : Thompson (Paterson Joseph)
- 2023 : Tête à tête (en) : Ted McGooch (Brian Stokes Mitchell)
- 2023 : La Folle Histoire du monde 2 : George Wallace (George Wallace) (mini-série)
- 2023 : The Full Monty, la série : Barrington « Horse » Mitchell (Paul Barber) (mini-série)
- 2023 : Lucky Hank (en) : Paul Rourke (Cedric Yarbrough) (8 épisodes)
- 2023 : Champion (en) : Lennox (Karl Collins (en)) (6 épisodes)
- depuis 2023 : Furtive : Blessing (Rapulana Seiphemo (en))
- 2024 : Meurtres au paradis : Lincoln St. Clair (Leon Herbert) (saison 13, épisode 1)
- 2024 : Before (en) : Jackson (Robert Townsend (en)) (mini-série)
- depuis 2024 : Espion à l'ancienne : Calbert Graham (Stephen McKinley Henderson)
- 2025 : La Meneuse : Stephen Ramirez (Roberto Sanchez)

#### Séries d'animation
- 1998 : Extrême Ghostbusters : Roland
- 2000 : Chris Colorado : Chipowake
- 2004 : Chasseurs de dragons : Lian-Chu (2e voix, saison 2 - création de voix)
- 2006 : Skyland : Cortes (1re voix - création de voix)
- 2007 : Afro Samurai : Afro Samurai / Ninja Ninja[n 6]
- 2012 : Archer : Nestor (saison 3, épisode 6)
- 2013-2015 : Turbo FAST : voix additionnelles
- 2014 : Teen Titans Go! : la Mort (saison 2, épisode 8)
- 2015-2021 : F Is for Family : Rosie
- 2016 : One Piece : Señor Pink
- 2016 : American Dad! : Shaquille O'Neal
- 2018 : Kung Fu Panda : Les Pattes du destin : Zhizhu
- 2019 : La Ligue des justiciers : Nouvelle Génération : Malcolm Duncan[n 11] (3e voix - saison 3, épisode 21)
- 2020 : Kipo et l'Âge des animonstres : Mulholland
- 2020-2021 : Idhun : Ahsran
- 2021 : Solar Opposites : Halk
- 2021-2023 : What If...? : Nick Fury / le seigneur Fury[n 6] (6 épisodes)
- 2021-2023 : Invincible : Darkwing[n 12] et Erickson[n 13] (saison 2)
- 2022 : Le Cuphead Show ! : Ribby
- 2022 : Tekken: Bloodline (en) : Leroy Smith
- 2022 : Cyberpunk: Edgerunners : Douglas
- 2022 : Chainsaw Man : le démon chauve-souris
- 2023 : Star Wars: The Bad Batch : Grini Millegi[n 14]
- 2023 : Make My Day (en) : Ed
- 2023 : Moon Girl et Devil le Dinosaure : Pops
- 2023 : Agent Elvis : le commandant[n 15]
- 2023 : Digman! (en) : Quail Eagan[n 16]
- 2023 : Captain Fall (en) : Goodluck
- 2023 : Gustave : divers personnages (création de voix)
- 2024 : Shangri-La Frontier : le professeur
- 2024 : Garōden : La Voie du loup solitaire : Satomi
- 2025 : Sakamoto Days : Iriya Asakura
- 2025 : Le Roi loup (en) : Duc Bergen[n 17]

### Jeux vidéo
- 1996 : Soviet Strike : le général Earle
- 1997 : Interstate '76 : Taurus
- 1998 : StarCraft : Tassadar
- 1999 : Shadow Man : Michael LeRoi / Shadow Man
- 2004 : Legacy of Kain: Defiance : Mortanius et voix additionnelles
- 2004 : Les Indestructibles : Lucius Best / Frozone[n 6]
- 2005 : Les Indestructibles : La Terrible Attaque du Démolisseur : Lucius Best / Frozone
- 2008 : Turok : Jericho
- 2009 : Dragon Age: Origins : Czibor, le façonneur des mémoires
- 2009 : Afro Samurai : Afro / Ninja Ninja[n 6]
- 2009 : League of Legends : Aatrox[n 18] et Pyke[n 19]
- 2011 : Star Wars: The Old Republic : Dark Revan[n 20]
- 2012 : Call of Duty: Black Ops II : l'amiral Briggs
- 2015 : Batman: Arkham Knight : Lucius Fox
- 2015 : Lego Jurassic World : Ray Arnold[n 6]
- 2015 : Mortal Kombat X : Jax[n 20]
- 2016 : Quantum Break : Martin Hatch[n 13]
- 2016 : Watch Dogs 2 : Miranda Comay[n 20]
- 2016 : Final Fantasy XV : Takka[n 20]
- 2016 : Lego Marvel's Avengers : Nick Fury[n 6]
- 2017 : Injustice 2 : Hal Jordan / Green Lantern et Lucius Fox[n 20]
- 2017 : La Terre du Milieu : L'Ombre de la guerre : voix additionnelles[n 20]
- 2017 : Final Fantasy XIV: Stormblood : Gosetsu
- 2017 : Horizon Zero Dawn: The Frozen Wilds : Umnak
- 2018 : Detroit: Become Human : Luther
- 2018 : Lego Les Indestructibles : Lucius Best / Frozone
- 2018 : Lego DC Super-Villains : John Stewart / Green Lantern[n 20]
- 2019 : Crackdown 3 : le commandant Isaiah Jaxon[n 8]
- 2019 : Mortal Kombat 11 : Jax et Baraka[n 20]
- 2019 : Death Stranding : voix additionnelles
- 2019 : Age of Empires II: Definitive Edition : narrateur de la campagne des ducs de Bourgogne (DLC Lords of the West)
- 2020 : Assassin's Creed Valhalla : Halewyn[n 20]
- 2020 : Legends of Runeterra : Pyke
- 2021 : Far Cry 6 : Anton Castillo[n 20],[n 21]
- 2021 : Ruined King: A League of Legends Story : Pyke
- 2022 : Lego Star Wars : La Saga Skywalker : Mace Windu et Kit Fisto[n 20]
- 2023 : Starfield : l'agent Platon
- 2023 : Mortal Kombat 1 : Jax, Baraka et Markon
- 2024 : Star Wars Outlaws: Bram Shano
- 2024 : Batman: Arkham Shadow (en) : Lucius Fox, Martin Joseph, Anamwathana, Kurt et le policier battu

### Direction artistique

#### Films
- 2019 : I Am Mother
- 2020 : La Black Box (en)
- 2021 : Judas and the Black Messiah
- 2021 : Danse avec les queens
- 2021 : La Méthode Williams
- 2022 : A Jazzman's Blues
- 2022 : Emancipation
- 2023 : Ant-Man et la Guêpe : Quantumania
- 2023 : Blood and Gold
- 2023 : Flamin' Hot
- 2023 : Surrounded (en)
- 2023 : La Couleur pourpre
- 2024 : The American Society of Magical Negroes
- 2024 : Alien: Romulus
- 2025 : O'Dessa
- 2025 : Sinners
- 2025 : À bout

#### Téléfilms
- 2018 : Une intruse dans ma famille
- 2018 : Souviens-toi ou tu périras
- 2018 : Noël dans la peau d'une autre
- 2019 : Coup de foudre pour la bachelorette
- 2020 : Un Noël plein de charme
- 2021 : Beau, riche et mortel

#### Séries télévisées
- depuis 2018 : All American
- 2019 : Dark Crystal : Le Temps de la résistance (avec Claire Baradat)
- 2020 : AJ and the Queen
- 2020 : Dispatches from Elsewhere
- 2020-2021 : For Life
- 2021-2022 : Kevin Can F**k Himself (en)
- 2021-2023 : Swagger (en)
- 2022 : You Don't Know Me (en)
- 2023 : White House Plumbers (en) (mini-série, avec Olivia Luccioni)

#### Séries d'animation
- 2024 : Good Times (en)

## Voix off
- 2000-2004 : voix antenne de la station de radio Ado FM

### Romans augmentés
- 2018 : InCarnatis, la Vénus d'Emerae : La Prophétie de Marc Frachet[24] (trilogie transmédia, Tome 2, éditions ACCI Entertainment) : Damnatis
- 2019 : InCarnatis, la Vénus d'Emerae : La Bataille d'El Razel de Marc Frachet[24] (trilogie transmédia, Tome 3, éditions ACCI Entertainment) : Damnatis

### Documentaire
- 2022 : Harry et Meghan : lui-même (Misan Harriman)